# Louis Douzette

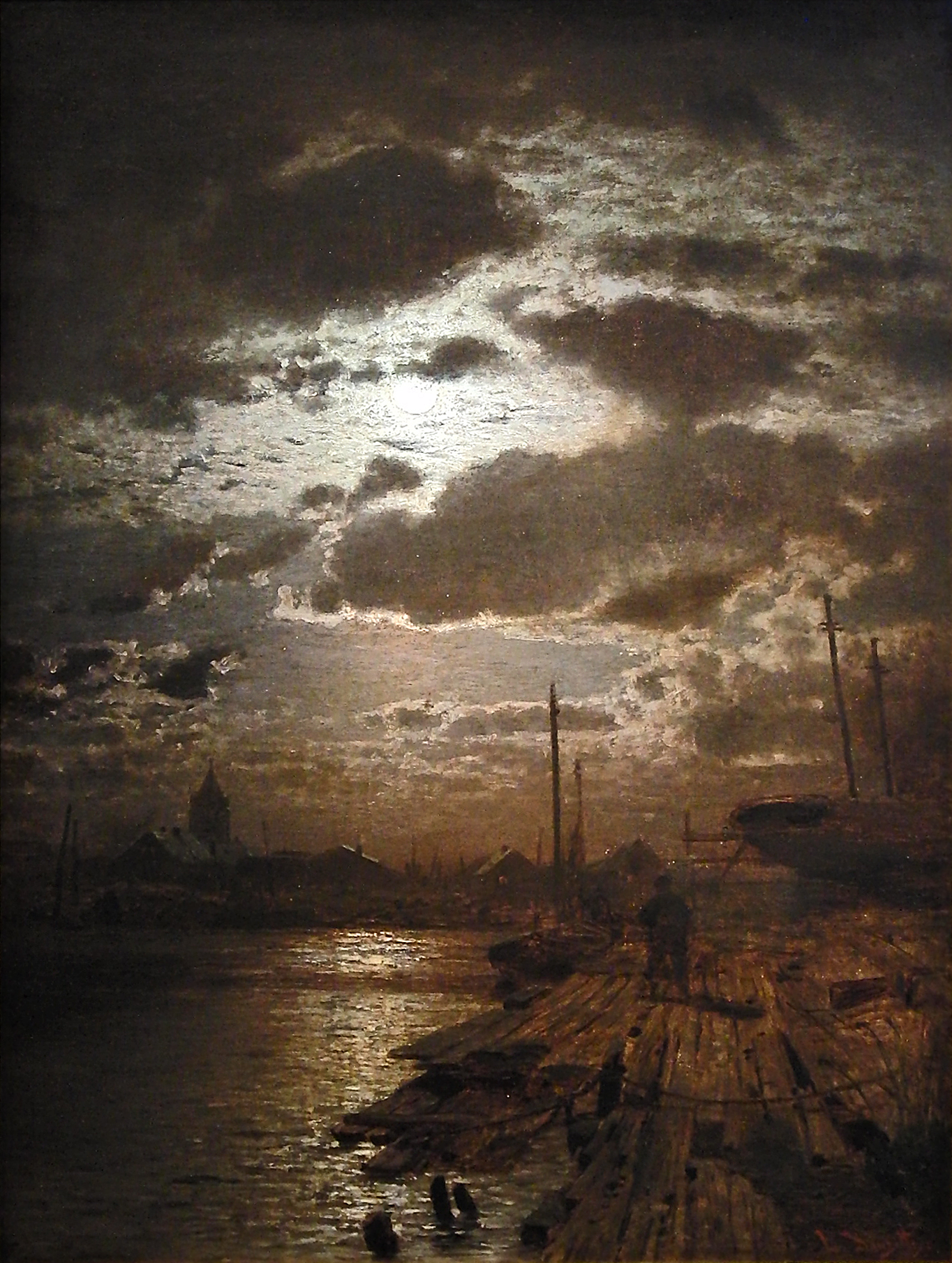
Louis Douzette: Månsken över Barths varv.

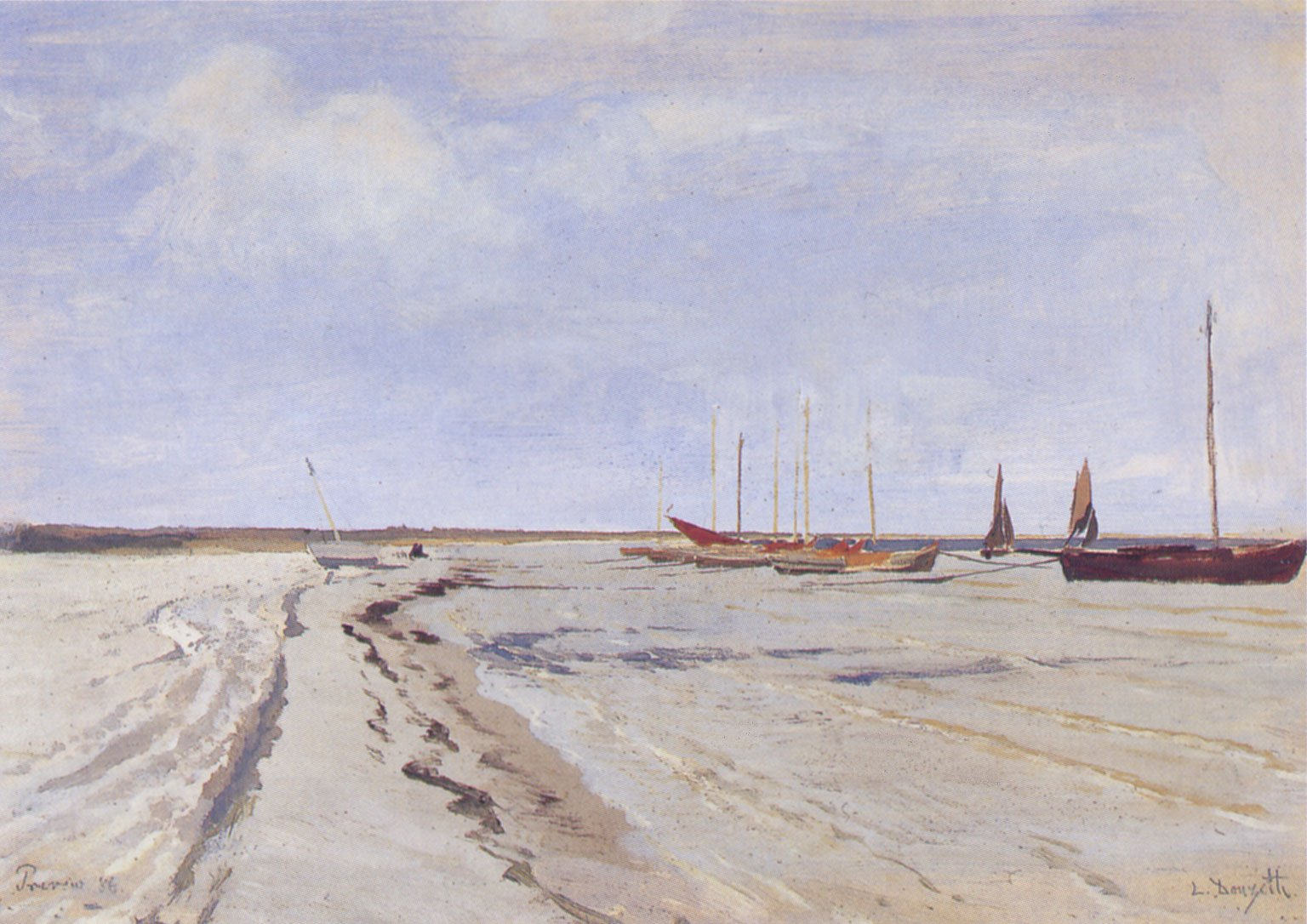
Louis Douzette: Kustlandskap vid Prerow (1886).

Louis (egentligen Carl Ludwig Christoph) Douzette, född den 25 september 1834 i Tribsees (Vorpommern), död den 21 februari 1924 i Barth, var en tysk landskapsmålare.

## Liv
Louis Douzette flyttade med sina föräldrar till Franzburg, även det i Vorpommern 1840. År 1848, vid 14 års ålder, slutade han skolan. Därefter började han en utbildning till ämbetsmålare hos sin far. År 1852 flyttade familjen till staden Barth.
Under 1856 kom Douzette till Berlin, för att bli konstnär, men där arbetade han bara som målare under de första fem åren. År 1861 blev Douzette dekorationsmålare  och 1863–1864 började han få undervisning hos landskapsmålaren Hermann Eschke i Berlin. Han gifte sig med Louise Donner år 1865 och senare samma år företog Douzette en studieresa till Sverige och besökte bland annat Torneå, för att se midnattssolen. Sedan målade han huvudsakligen landskap. Douzettes mest kända tavlor är hans virtuosa månskensstycken.
År 1890 dog Louis Douzettes hustru och han bosatte sig återigen i Barth 1895. Ett år senare blev han professor vid Akademie der Künste.